# Kanawha (miasto)
Kanawha – miasto w Stanach Zjednoczonych, w stanie Iowa, w hrabstwie Hancock. Zgodnie ze spisem statystycznym z 2000 roku, miasto liczyło 739 mieszkańców.